# Herbert Lawford
Herbert Fortescue Lawford (Bayswater, Westminster, 15 de maig de 1851 − Dess, Aberdeenshire, 20 d'abril de 1925) fou un jugador de tennis britànic que es va destacar en els principis de l'esport, a finals del segle xix.
El seu màxim èxit va ser el títol de Wimbledon de 1887 triomfant a la final sobre Ernest Renshaw. A més va ser finalista del mateix torneig en altres cinc oportunitats durant els anys 1880. El 1879, va esdevenir el primer campió de dobles de la història a Wimbledon, al costat de Lestocq Robert Erskine.
Jugava des del fons de la pista amb cops precisos i potents. La seva dreta, coneguda com "el dreta Lawford" va ser molt temuda en la seva època. Va ser la primera persona en la història en emprar cops amb topspin.
Va morir el 1925 i va ser incorporat al Saló de la Fama Internacional del Tennis el 2006.

## Torneigs de Grand Slam

### Individual: 6 (1−5)
| Resultat  | Núm. | Any  | Torneig       | Oponent         | Marcador                |
| --------- | ---- | ---- | ------------- | --------------- | ----------------------- |
| Finalista | 1.   | 1880 | Wimbledon     | John Hartley    | 3−6, 2−6, 6−2, 4−6      |
| Finalista | 2.   | 1884 | Wimbledon (2) | William Renshaw | 0−6, 4−6, 7−9           |
| Finalista | 3.   | 1885 | Wimbledon (3) | William Renshaw | 5−7, 2−6, 6−4, 5−7      |
| Finalista | 4.   | 1886 | Wimbledon (4) | William Renshaw | 0−6, 7−5, 3−6, 4−6      |
| Guanyador | 1.   | 1887 | Wimbledon     | Ernest Renshaw  | 1−6, 6−3, 3−6, 6−4, 6−4 |
| Finalista | 5.   | 1888 | Wimbledon (5) | Ernest Renshaw  | 3−6, 5−7, 0−6           |